# Barão de Alvito
Barão de Alvito é um título nobiliárquico de juro e herdade criado em 27 de Abril de 1475 por D. Afonso V de Portugal, rei de Portugal, em favor de D. João Fernandes da Silveira, marido de D. Maria de Sousa Lobo, 5.ª Senhora de Alvito e 5.ª Senhora de Oriola. Foi o primeiro título de Barão concedido em Portugal.
O 14.º Barão, D. Fernando Cândido Lobo da Silveira, em virtude de deter também o título de 9.º Conde de Oriola foi autorizado a usar o título de Conde-Barão de Alvito.
Sete dos Barões receberam em sua vida o título Conde de Oriola, criado a 16 de Setembro de 1653 por D. João IV de Portugal.
Quatro dos Barões receberam em sua vida o título de Conde de Alvito, criado a 11 de Junho de 1788 por D. Maria I de Portugal.
Quatro dos barões receberam em sua vida o título de Marquês de Alvito, criado a 3 de Maio de 1766 por D. José I de Portugal.

## Senhores de Alvito e Senhores de Oriola
1. Diogo Lopes Lobo (c. 1330-?), 1.º Senhor de Alvito, 1.º Senhor de Oriola
2. Rui Dias Lobo (c. 1350-?), 2.º Senhor de Alvito, 2.º Senhor de Oriola
3. Diogo Lopes Lobo (c. 1400-?), 3.º Senhor de Alvito, 3.º Senhor de Oriola
4. Rui Dias Lobo (c. 1430-?), 4.º Senhor de Alvito, 4.º Senhor de Oriola
5. Maria de Sousa Lobo (c. 1430-?), irmã do predecessor, tendo herdado os títulos em virtude deste não ter deixado descendência, 5.ª Senhora de Alvito, 5.ª Senhora de Oriola, casada com o 1.º Barão de Alvito

## Barões, Condes e Marqueses de Alvito e Senhores e Condes de Oriola

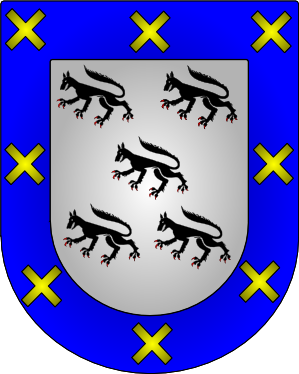
Armas dos Lobo Senhores, Barões, Condes e Marqueses de Alvito e Senhores e Condes de Oriola.

1. João Fernandes da Silveira (c. 1430-1484), 1.º Barão de Alvito, casado com a 5.ª Senhora de Alvito e 5.ª Senhora de Oriola
2. Diogo Lobo da Silveira (c. 1470-?), 2.º Barão de Alvito, 6.º Senhor de Oriola
3. Rodrigo Lobo da Silveira (c. 1490-4 de Agosto de 1578), 3.º Barão de Alvito, 7.º Senhor de Oriola, morto em combate juntamente com o filho na Batalha de Alcácer Quibir
4. João Lobo da Silveira (c. 1530-4 de Agosto de 1578), filho do anterior, morto em combate juntamente com o pai na Batalha de Alcácer Quibir, 4.º Barão de Alvito, 8.º Senhor de Oriola
5. Rodrigo Lobo da Silveira (c. 1550-?), 5.º Barão de Alvito, 9.º Senhor de Oriola
6. João Lobo da Silveira (c. 1575-?), 6.º Barão de Alvito, 10.º Senhor de Oriola
7. Luís Lobo (?-1607), 11.º Senhor e 1.º Conde de Oriola, 7.º Barão de Alvito
8. João Lobo da Silveira (c. 1620-1658), 2.º Conde de Oriola, 8.º Barão de Alvito
9. Bernarda Caetana Lobo (c. 1650-1687), filha do predecessor, 3.ª Condessa de Oriola, 9.ª Baronesa de Alvito, casada com seu tio paterno D. Vasco Lobo, 3.º Conde Consorte de Oriola, 9.º Barão Consorte de Alvito
10. José António Francisco Lobo da Silveira Quaresma (1698-1773), meio primo da predecessora ao ser filho do segundo casamento de D. Vasco Lobo, 10.º Barão e 1.º Marquês de Alvito, 3.º Conde de Oriola
11. Vasco José Lobo (1726-1747), 11.º Barão e 2.º Marquês de Alvito, 4.º Conde de Oriola
12. Fernando José Lobo da Silveira Quaresma (1727-1778), 12.º Barão, 2.º Conde e 3.º Marquês de Alvito, 6.º Conde de Oriola
13. Fernando Cândido Lobo da Silveira Quaresma (1793-1844), 13.º Barão e 3.º Conde de Alvito, 9.º Conde de Oriola
14. Henriqueta Policarpa Lobo da Silveira Quaresma (1796-1858), 14.ª Baronesa e 3.ª Condessa de Alvito
15. José Lobo da Silveira Quaresma (1826-1917), 15.º Barão, 4.º Conde e 4.º Marquês de Alvito